# Czeski Związek Esperantystów
Czeski Związek Esperantystów (ĈEA; esperanto Ĉeĥa Esperanto-Asocio, cz. Český esperantský svaz) – organizacja esperantystów czeskich, stowarzyszona ze Światowym Związkiem Esperantystów, licząca prawie tysiąc członków działających w 2010 roku w 35 klubach i kilku sekcjach, komisjach i grupach roboczych (komisja ds. nauczania, sekcja katolicka, sekcja chrześcijańska, sekcja niewidomych, sekcja informatyczna, grupa muzealna, grupa robocza do tłumaczenia wydawnictw turystycznych). Młodzi esperantyści od 2005 zrzeszeni są w organizacji Czeska Młodzież Esperancka (Ĉeĥa Esperanto-Junularo, wcześniej w sekcji młodzieżowej), współpracującej z Czeskim Związkiem Esperantystów.

## Siedziba i adres
Od października 2011 roku siedzibą związku jest miejscowość Svitavy.
Dokładny adres: Ĉeĥa Esperanto-Asocio, náměstí Míru 1, CZ-568 02 Svitavy

## Historia
Liczne organizacje esperanckie istniały na terenie Czech od 1901 roku. W 1939, pod niemiecką okupacją, ówczesny związek esperancki (Czechosłowacki Związek Esperantystów ĈAE) musiał zmienić nazwę na Czeski Związek Esperantystów, lecz po kilku miesiącach, w 1940, Gestapo nakazało likwidację tej organizacji. Ten działający przez kilka miesięcy związek był inny niż obecny ĈEA. Po II wojnie światowej związek wznowił działalność lecz został zlikwidowany przez władze komunistyczne w 1952 roku, które doszły do wniosku, że esperantyści kontaktują się z zagranicą w sposób niekontrolowany.
W końcu jednak zdecydowano się odtworzyć organizację. Działający obecnie Czeski Związek Esperantystów powstał 29-30 marca 1969 podczas kongresu założycielskiego w Brnie. Przed 1989 rokiem związek miał ponad 2500 członków, lecz po upadku żelaznej kurtyny wielu z nich rozpoczęło działalność na innych polach.

## Działalność Czeskiego Związku Esperantystów

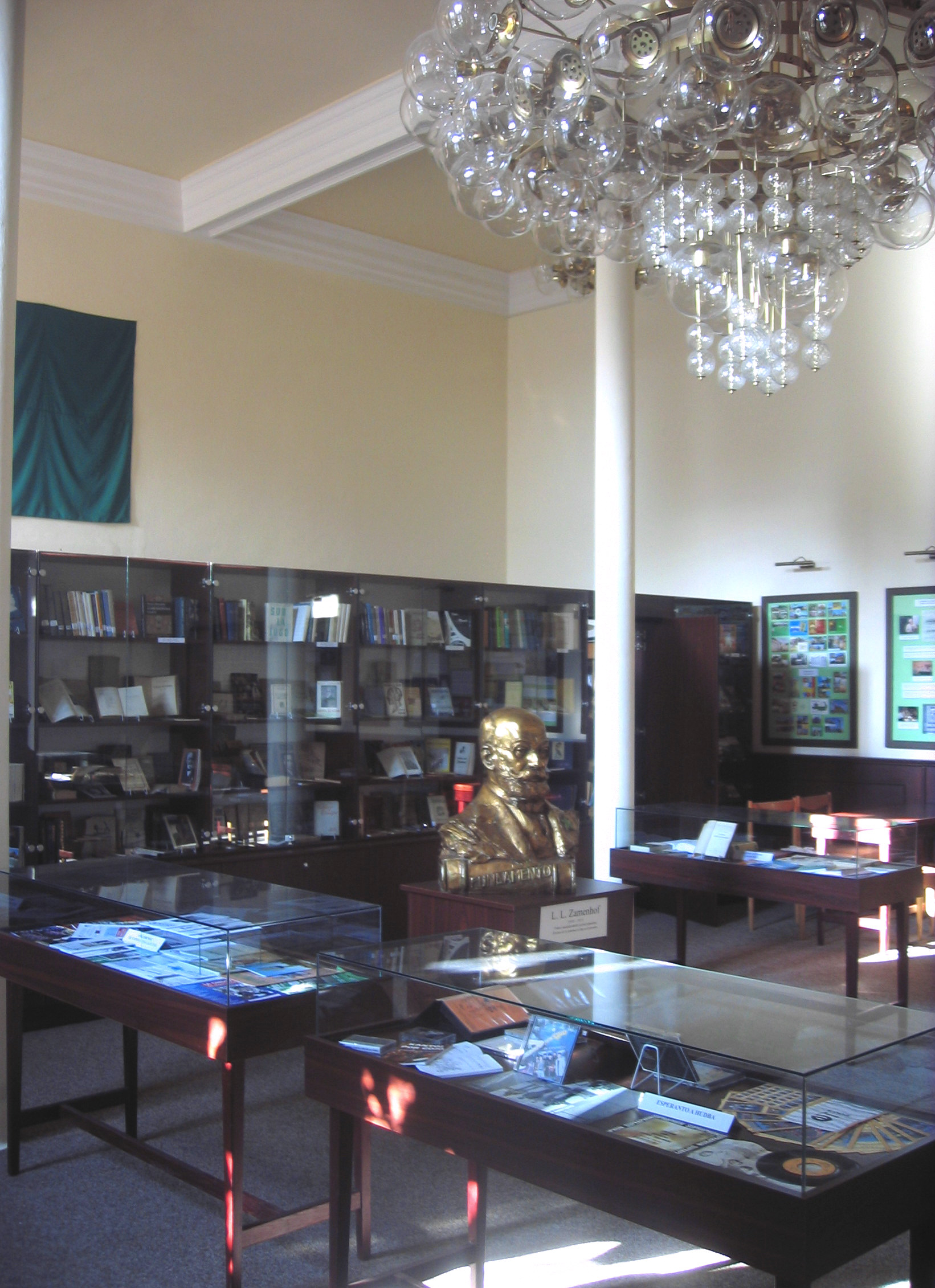
Muzeum Esperanto w Svitavach

- Informowanie czeskojęzycznych środków masowego przekazu o zagadnieniach związanych z esperantem i problemami międzynarodowej komunikacji językowej oraz tworzenie na swoich stronach internetowych bazy danych dotyczącej ww. tematów; organizowanie prelekcji, dyskusji i wystaw,
- administrowanie stronami internetowymi www.esperanto.cz i www.muzeum.esperanto.cz w języku czeskim i esperanto (główny redaktor Pavla Dvořáková),
- wydawanie kwartalnika „Starto” (główny redaktor Miroslav Malovec), informatora internetowego ĈEA_Retkomunikoj (główny redaktor Miroslav Hruška), periodyków „Dio benu” (sekcja katolicka), „Aŭroro” (sekcja niewidomych), biuletynu esperanckiego klubu w Pradze i informatora Związku Niepełnosprawnych Esperantystów (AEH), który to związek działa poza strukturami Czeskiego Związku Esperantystów, jednakże jego członkowie działają w obu organizacjach,
- coroczne organizowanie konferencji, zwykle jesienią; co trzy lata zamiast konferencji organizowany jest kongres Czeskiego Związku Esperantystów, podczas którego wybierany jest nowy siedmioosobowy zarząd oraz mianowani są nowi członkowie honorowi,
- organizowanie kursów językowych dla członków związku, letnich szkół i seminariów językowych (między innymi w Lančov i Skokovy); w przeszłości organizowano również obozy w Sebranice i Nekvasovy,
- organizowanie regionalnych spotkań esperanckich za pośrednictwem swoich lokalnych klubów (Písek, Svitavy, Pardubice, Česká Třebová, Šumperk, Prościejów i inne),
- organizowanie we współpracy z ĈEJ (Czeska Młodzież Esperancka) i E@I międzynarodowego seminarium „Sabla Printempo” (Piaskowa Wiosna), którego głównym tematem jest „Esperanto i Internet”. Seminarium organizowane jest corocznie w kwietniu w Písek,
- prowadzenie Muzeum Esperanto w Svitavach i biblioteki Czeskiego Związku Esperantystów; opracowywanie materiałów związanych z historią ruchu esperanckiego w Czechach,
- realizacja określonych projektów (komputerowe szkolenia i redagowanie Wikipedii, internetowa baza danych Czeskiego Związku Esperantystów, tłumaczenia literatury, piosenek i wydawnictw turystycznych itd.),
- pośredniczenie w różnych projektach, takich jak Libroservo (sprzedaż książek esperanckich), Pasporta Servo, zgłaszaniu członkostwa w Światowym Związku Esperantystów, wpłat związanych z uczestnictwem w Światowym Kongresie Esperanto, prenumeracie zagranicznych gazet esperanckich itp.,
- współpraca z innymi esperanckimi i nieesperanckimi organizacjami.